# Кристофер-стрит, 45
Кристофер-стрит, 45 (англ. 45 Christopher Street) — жилой многоквартирный дом на улице Кристофер-стрит в квартале Гринвич-Виллидж, в районе Манхэттен в Нью-Йорке. Здание в стиле ар-деко построено в 1929—1931 годах строительной компанией «Бинг и Бинг» по проекту архитектурной фирмы Боэк и Пэрис, во главе с Расселом М. Боэком и Хаймэном Ф. Пэрисом, покинувшими архитектурную фирму Эмери Рот, чтобы начать собственную практику в 1927 году. В настоящее время дом является кондоминиумом с 113 квартирами на восемнадцати этажах.
В составе исторического округа Гринвич-Виллидж 29 апреля 1969 года здание получило статус национального исторического памятника (статус был подтверждён в 2006 и 2010 годах) и 19 июня 1979 года включено в список Национального реестра исторических мест США.

## История
Дом 45 на улице Кристофер-стрит, вместе с четырьмя другими объектами, был частью одновременной застройки квартала, которой занималась строительная компания «Бинг и Бинг». Проект здания, как и дома 302 на Западной 12-й улицестроительная компания заказала фирме архитекторов Рассела М. Боэка и Хаймэн Ф. Пэриса, а проект дома 2 на Хорейшио-стрит — архитектору Роберту Тимоти Лайенсу. Проекты домов 299 и 59 на Западной 12-й улице были выполнены архитектором Эмери Ротом.
1 апреля 1929 года один из владельцев строительной компании, Лео Бинг, заявил, что его компания тайно приобрела 75 небольших участков и старых зданий, в основном, вокруг Абингдон-сквер-парка, Шеридан-сквер и Джексон-сквер-парка. Участки были объединены компанией для строительства нескольких 17-этажных жилых домов. Бинг сказал, что целью «Бинг и Бинг» является преобразование всего квартала в современный аналог жилого района высокого класса. С началом строительства в том же 1929 году, он заявил, что за несколько лет построит здания способные конкурировать с Сентрал-Парк-Уэст и фешенебельной застройкой Ист-сайда. В качестве причины одновременного строительства Бинг назвал желание компании полностью застроить участок в короткие сроки.
Несмотря на начало Великой депрессии, спустя всего несколько месяцев после заявления Лео Бинга, к сентябрю 1931 года его строительная компания сообщила, что пять новых зданий на Кристофер-стрит, Хорейшио-стрит и Западной 12-й улице построены и пользуются большим спросом у арендаторов среди всех апартаментов «Бинг и Бинг».

## Известные жители и события
Жильцами дома были музыкант Джими Хендрикс, философ и культуролог Теодор Адорно и дизайнер Гастон Мария Россилли. В магазине «Книги Лоренса Р. Максвелла» на первом этаже дома в юности работала писательница Анаис Нин.
Здание примыкает к гей-бару Стоунволл-инн и пострадало во время Стоунволлских бунтов, когда в магазине на первом этаже были разбиты витрины. В 1934 году случился взрыв в пентхаусе на 17-м этаже, убивший жильца и ранивший многих людей на других этажах. По версии полиции, взрыв был следствием самоубийства одного из супругов из-за недавнего развода.